# Скородинський Андрій
Скородинський Андрій (1850 — 1912), просвітянський діяч, директор канцелярії Товариства «Просвіта» у Львові (1882 — 1908), співзасновник львівської філії товариства і засновник першої читальні «Просвіти» у Львові, діяч Товариства «Зоря».
Навчався на філософському факультеті. 
У серпні 1889 був заарештований австрійською владою одночасно з Франком і Павликом.